# Burg (Dithmarschen)
Burg (Dithmarschen) är en kommun och ort i Kreis Dithmarschen i förbundslandet Schleswig-Holstein i Tyskland.
Kommunen ingår i kommunalförbundet Amt Burg-Sankt Michaelisdonn tillsammans med ytterligare 13 kommuner.